# Fernelia buxifolia
Fernelia buxifolia là một loài thực vật có hoa trong họ Thiến thảo. Loài này được Lam. mô tả khoa học đầu tiên năm 1788.

## Hình ảnh

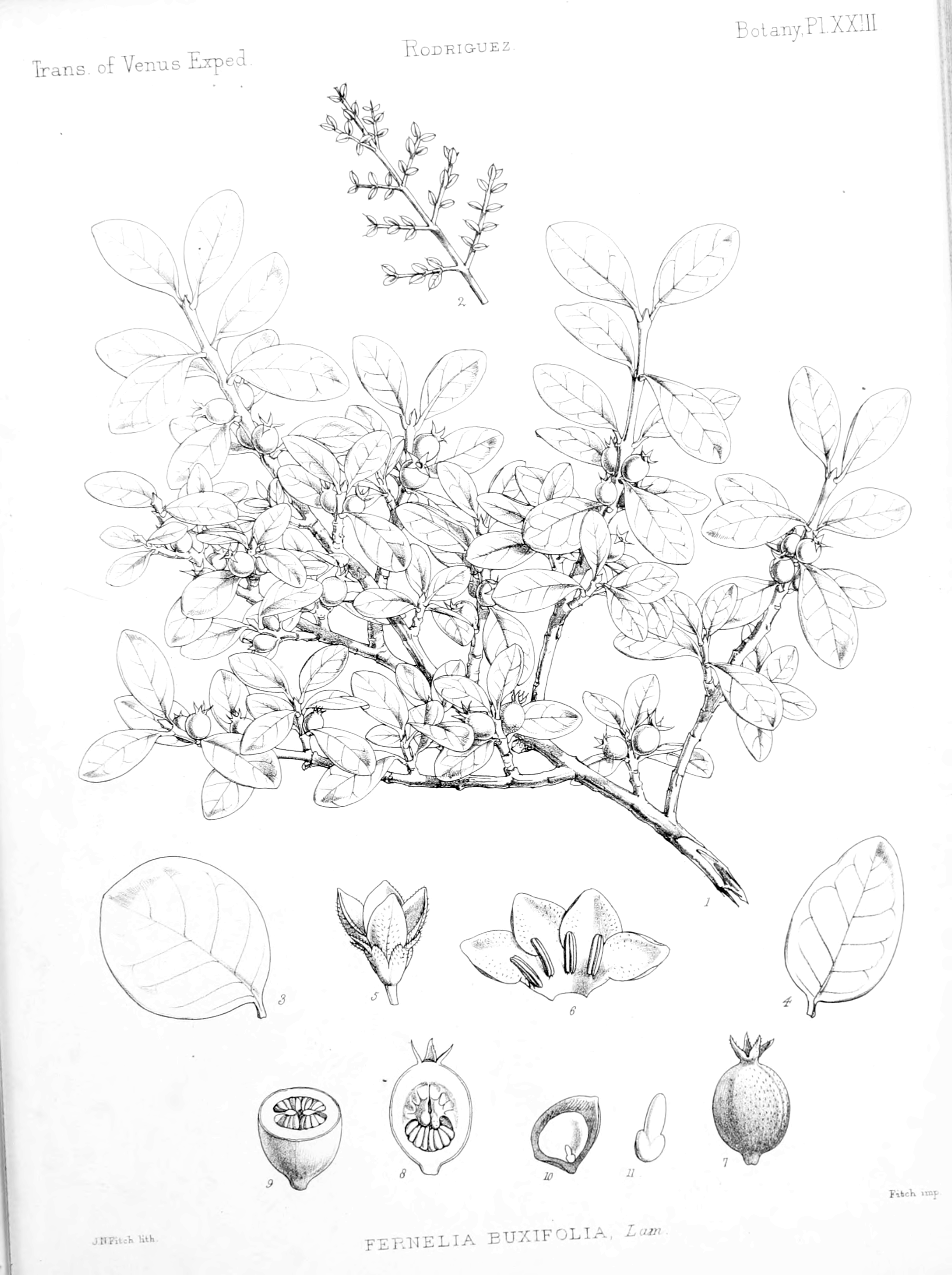